# لهجات السعودية

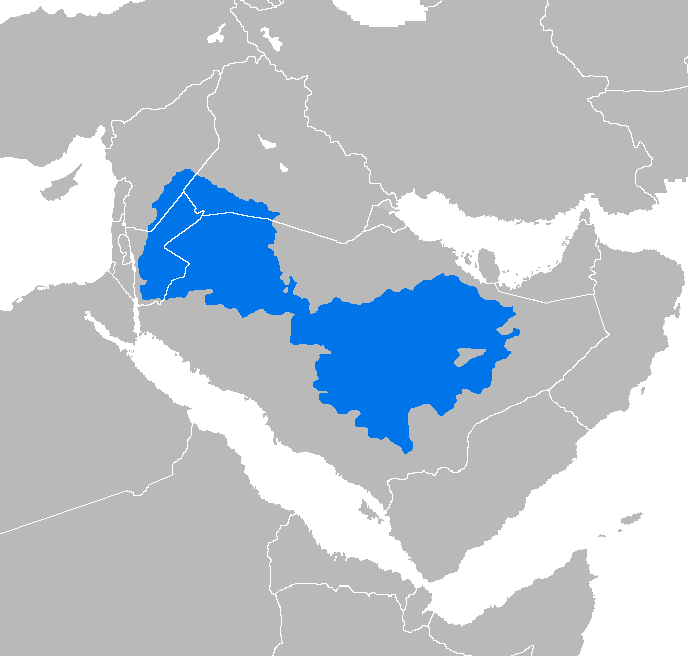

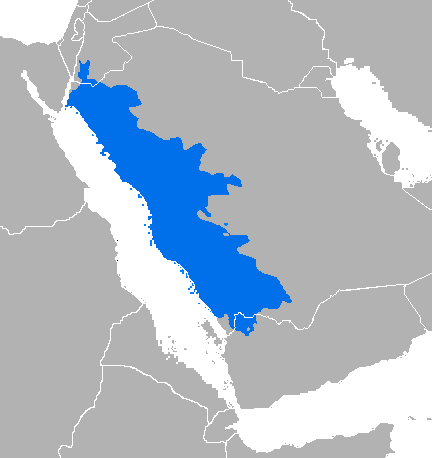

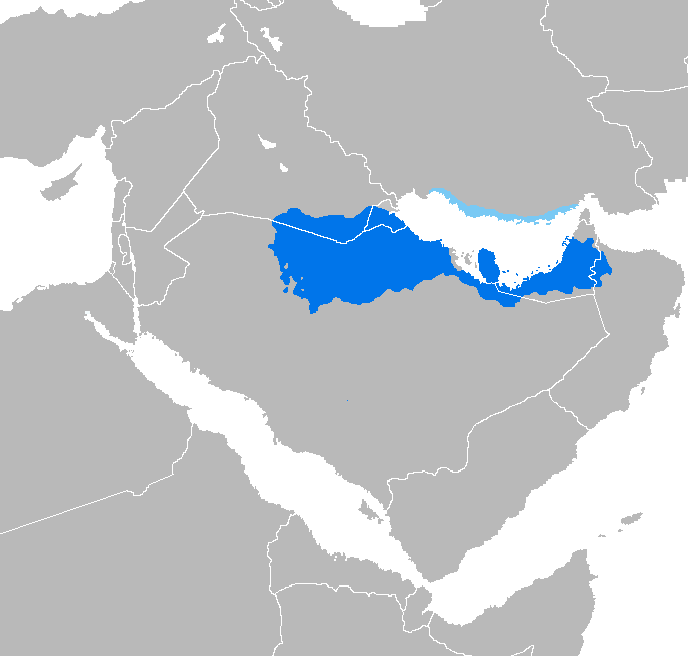

اللهجات السعودية هي إحدى اللهجات العربية المحكيّة في السعودية ودول الخليج العربي وشمال اليمن وجنوب العراق وجنوب الأردن 

## تقسيماتها
تقع السعودية في شبه الجزيرة العربية ولذلك تعتبر اللغة العربية اللغة الأم لأغلب سكانها، مع وجود أقلية من المواطنين الذين يتحدثون ببعض اللغات السامية القديمة مثل اللغة الخولانية واللغة المهرية. و يوجد أيضًا تنوع في لهجات اللغة العربية في السعودية يتم تقسيمه عادة على عدة محاور، أهمها المحور الجغرافي مثل المحافظات والأقاليم، والمحور القبلي مثل القبائل والعشائر المختلفة، ومحور الحضارة والبداوة، والمذهب، ومحور التاثر بالوافدين من الحجاج.
وتنقسم اللهجة السعودية إلى عدة أقسام:
1. اللهجة البيضاء، وهي اللهجة المنتشرة والسائدة بمعظم المناطق السعودية، وهي خليط من لهجات ومفردات المناطق والقبائل المختلفة، ومزيج بين اللغة العربية الفصحى والمحلية، ولايتم تصنيفها تحت منطقة معينة، وتستخدم بكثرة لأن الجميع يفهمها، حيث تعد أفضل وسيلة للتخاطب، وتنتشر كثيراً في مختلف وسائل الإعلام، وفي وسائل التواصل الاجتماعي، وباتت منتشرة خاصة بين المثقفين والإعلاميين والفئات المؤثرة.[3][4]
2. اللهجات النجدية، وهي أربع أقسام:[5]
  1. الوسطى: لهجة وسط نجد وقبائلها، ومنها مدينة الرياض، ولهجات القرى القريبة من الرياض.
  2. الشمالية: لهجة منطقة حائل وقبيلة شمر في شمال السعودية.
  3. الخليطة الشمالية - الوسطى: لهجة منطقة القصيم، وقبيلة الظفير في شمال المنطقة الشرقية.
  4. الجنوبية: لهجات بدو الجنوب، كلهجة قبيلة قحطان في جنوب السعودية، وقبيلة يام في منطقة نجران (اللهجة النجرانية)، وآل مرة والعجمان في المنطقة الشرقية. تشكل هذه المجموعة خليطاً بين أسرة اللهجات النجدية وأسرة اللهجات الجنوبية.
3. اللهجات الخليجية في المنطقة الشرقية، ومن فروعها لهجة الأحساء ولهجة الدواسر في الدمام.
4. اللهجة البحرانية في محافظة القطيف وبعض قرى الأحساء الشيعية، وهي فرع من مجموعة لهجات ساحلية حضرية قديمة منها العمانية والحضرمية.
5. اللهجات الجنوبية: يستثنى منها اللهجات الجنوبية البدوية التي تصنف مع اللهجات النجدية الجنوبية، وهي لهجات متأثرة باللغات العربية الجنوبية القديمة، ومنها:[6]
  1. لهجات السراة، مثل لهجة قبائل غامد وزهران وبلقرن وبنو شهر وغيرها.
  2. لهجات تهامة، مثل لهجة رجال ألمع ومحايل عسير.
  3. لهجات الساحل، مثل لهجة جازان والقنفذة.
  4. لهجات (أو لغات) خولان كلهجة جبال فيفاء في منطقة جازان والرازحية في اليمن، والتي يصنفها البعض كلهجات عربية، والبعض يصنفها كلغات مستقلة، وقد تكون منحدرة أو متأثرة باللغة الحميرية القديمة.
6. لهجات شمال غرب الجزيرة: وهي لهجات قبائل شمال الحجاز كالحويطات وبلي، وترتبط بلهجات بدو النقب.
7. اللهجة الحجازية الحضرية في مدن منطقة مكة المكرمة ومنطقة المدينة المنورة، وهي مرتبطة بمجموعة لهجات مصر والسودان.

## دراسة اللهجات
على الرغم من وجود دراسات حول بعض لهجات السعودية من قبل باحثين محلّيين، إلا أن غالبية الدراسات حول لهجات الجزيرة العربية قد تمت على أيدي باحثين غربيين. وقد ركزت معظم هذه الدراسات في غرب الجزيرة وشرقها على لهجات الحاضرة، بينما ركزت الدراسات في وسط الجزيرة وجنوبها على البادية.

## من لهجات السعودية
- لهجة حجازية حضرية: في جدة والمدينة المنورة ومكة وحَضَر الطائف.
- لهجة حجازية بدوية: في قرى الحجاز وتتواجد أيضًا في الطائف والمدينة المنورة.
- لهجة جنوبية: وتنقسم إلى مجموعة كبيرة من اللهجات بسبب اتساع المنطقة الجنوبية ومنها اللهجة العسيرية والجيزانية والنجرانية وتنوعها (حضر وبادية وتهامة).
- لهجة تهامية
- اللهجات النجدية:
  - حضرية: في الرياض وسدير والدلم والزلفي والمجمعة والدرعية والخرج وشقراء، وتشمل اللهجة لهجة أهل المدن الصغرى وأشيقر وحريملاء وثادق ونعجان ورغبة والقصب وغيرها.
  - بدوية: لهجة بدو نجد.
  - لهجة قصيمية: بريدة وعنيزة والبكيرية والرس والبدائع والخبراء ورياض الخبراء وعيون الجواء والمذنب والشماسية و(الاسياح).
  - لهجة حوطة بني تميم.
  - لهجة كوينه في مدن المنطقة الشرقية.
- لهجة الشمال: لهجة الحويطات وبلي وبني عطية وعنزه والشرارات.
- لهجة حساوية.
- لهجة قطيفية.